# Прокопе, Герман Бернтович
Ге́рман Бе́рнтович (Борисович) Прокопе́ (фин. Herman Oskar Procopé, 1841—1905) — генерал от инфантерии, начальник 8-й пехотной дивизии.

## Биография
Родился 6 февраля 1841 года под Митойненом в Финляндии, сын окружного судьи.
Образование получил в Финляндском кадетском корпусе, из которого выпущен 16 июня 1859 года поручиком в Екатеринославский лейб-гренадерский полк.
17 апреля 1863 года переведён подпоручиком в лейб-гвардии Финляндский полк. 19 мая 1863 года произведён в поручики и далее получил чины штабс-капитана (27 марта 1866 года), капитана (28 марта 1871 года) и полковника (30 августа 1874 года). В 1863 году с полком участвовал в подавлении восстания в Польше.
В 1877—1878 годах принимал участие в кампании против турок в Болгарии, за отличие в трёхдневном бою под Филиппополем был награждён золотой саблей с надписью «За храбрость».
18 сентября 1881 года Прокопе был назначен командиром 1-го лейб-гренадерского Екатеринославского полка, в котором некогда начинал свою военную службу.
Произведённый 19 февраля 1890 года в генерал-майоры Прокопе получил в командование 2-ю бригаду 12-й пехотной дивизии. С 7 февраля 1894 года командовал 49-й пехотной резервной бригадой. 20 марта 1900 года, с производством в генерал-лейтенанты, Прокопе был назначен начальником 8-й пехотной дивизии.
9 февраля 1904 года на основании Высочайше утверждённых 3 июля 1899 года Временных правил Прокопе был уволен от службы с производством в генералы от инфантерии, с мундиром и пенсией.
Скончался в Санкт-Петербурге 22 сентября 1905 года, похоронен на Смоленском евангелическом кладбище.
Его брат Виктор был генералом от инфантерии и также с отличием участвовал в русско-турецкой войне 1877—1878 годов.
Дочь Анна Германовна Прокопе-Вальтер (1883, Москва — 1942, Ленинград), историк античной культуры, искусствовед, окончила историко-филологический факультет Петроградских Высших женских курсов (1917), научный сотрудник Гос. Эрмитажа, доцент Всероссийской академии художеств; с 1920 г. замужем за Г. Ю. Вальтером. Погибла в Блокаду;

## Награды
Среди прочих наград Прокопе имел ордена:
- Орден Святого Станислава 2-й степени (1872 год)
- Орден Святой Анны 2-й степени (1874 год, мечи к этому ордену пожалованы в 1879 году за отличие в сражении при Горном Дубняке)
- Золотая сабля с надписью «За храбрость» (2 января 1879 года)
- Орден Святого Владимира 4-й степени с мечами и бантом (1879 год)
- Орден Святого Владимира 3-й степени (1883 год)
- Орден Святого Станислава 1-й степени (30 августа 1893 года)
- Орден Святой Анны 1-й степени (14 мая 1896 года)
- Орден Святого Владимира 2-й степени (6 декабря 1903 года)